# Fredericksburg (Texas)
Fredericksburg é uma cidade localizada no estado norte-americano do Texas, no Condado de Gillespie.

## Demografia
Segundo o censo norte-americano de 2000, a sua população era de 8911 habitantes.
Em 2006, foi estimada uma população de 10.752, um aumento de 1841 (20.7%).

## Geografia
De acordo com o United States Census Bureau tem uma área de
17,2 km², dos quais 17,2 km² cobertos por terra e 0,0 km² cobertos por água.

## Localidades na vizinhança
O diagrama seguinte representa as localidades num raio de 36 km ao redor de Fredericksburg.